# CERT-RENATER
Le CERT-RENATER est le CERT de la communauté des membres du GIP RENATER (Réseau National de télécommunications pour la Technologie, l'Enseignement et la Recherche). RENATER a été déployé au début des années 90 pour fédérer les infrastructures de télécommunication pour la recherche et l’éducation tandis que le GIP (Groupement d’Intérêt Public) RENATER a été constitué en janvier 1993.
Les organismes membres du GIP RENATER sont les grands organismes de recherche tel que : CNRS, CPU, CEA, INRIA, CNES, INRA, IFREMER, INSERM, ONERA, CIRAD, CEMAGREF, IRD, BRGM, ainsi que le Ministère de l'Enseignement supérieur et de la Recherche et le Ministère de l'Éducation nationale.